# Erechthias penicillata
Erechthias penicillata är en fjärilsart som beskrevs av Otto Herman Swezey 1909. Erechthias penicillata ingår i släktet Erechthias och familjen äkta malar. Inga underarter finns listade i Catalogue of Life.